# Ian Tarrafeta
Ian Tarrafeta Serrano (Sabadell, 4 de janeiro de 1999) é um jogador de handebol espanhol.

## Carreira

### Carreira nos clubes
Tarrafeta vem de Sabadell, um subúrbio de Barcelona. Estreou-se na Taça EHF e na liga espanhola mais alta, a Liga ASOBAL, com o BM Granollers na temporada 2016/17. O craque assinou seu primeiro contrato profissional para a temporada 2017/18. Com o Granollers, ele posteriormente se classificou para a Taça dos Campeões Europeus ao terminar em terceiro, quinto e sexto na liga. Na temporada 2020/21, ele começou a jogar na França pelo Pays d'Aix UC na Starligue. Com um quarto e um terceiro lugar no campeonato francês, ele alcançou a melhor colocação da história do clube com o PAUC. Após a temporada 2021/22, Tarrafeta foi eleito o melhor estreante da Starligue.

### Carreira internacional
Com a seleção juvenil espanhola, na qual estreou em 8 de abril de 2016, Tarrafeta terminou em 6º lugar no Campeonato Europeu Sub-18 de 2016, foi o artilheiro com 58 gols e foi selecionado para o time All-Star. Tarrafeta jogou sua primeira partida com a seleção júnior espanhola em 28 de outubro de 2017. Ele ganhou a medalha de prata com a seleção no Campeonato Mundial Sub-19 de 2017. Em nove jogos, ele marcou 31 gols e foi novamente selecionado para o time All-Star.
Tarrafeta estreou pela seleção principal espanhola em 23 de outubro de 2019 contra a Polônia no Torneio das Quatro Nações em San Juan, Argentina. No Campeonato Europeu de 2022, ele marcou doze gols em sete jogos e conquistou a medalha de prata com os ibéricos. Nos Jogos do Mediterrâneo de 2022, ele conquistou a medalha de ouro com a Espanha. Ele participou de um Campeonato Mundial pela primeira vez em janeiro de 2023 na Polônia e na Suécia. Em seu primeiro jogo lá, ele sofreu uma lesão nas costelas. Ele conquistou a medalha de bronze com a seleção espanhola para o Campeonato Mundial de 2023.
Até janeiro de 2024, Tarrafeta havia disputado 42 partidas internacionais, nas quais marcou 93 gols.
Nos Jogos Olímpicos de Verão de 2024, em Paris, conquistou a medalha de bronze no torneio masculino do handebol, após vencer confronto contra a equipe eslovena por 23–22 na disputa pelo terceiro lugar.